# Anapolisia modesta
Anapolisia modesta är en insektsart som beskrevs av Piza Jr. 1980. Anapolisia modesta ingår i släktet Anapolisia och familjen vårtbitare. Inga underarter finns listade i Catalogue of Life.